# Lumbrineris orensanzi
Lumbrineris orensanzi är en ringmaskart som beskrevs av Hartmann-Schröder 1980. Lumbrineris orensanzi ingår i släktet Lumbrineris och familjen Lumbrineridae. Inga underarter finns listade i Catalogue of Life.